# Protestas de Bakú de 2019
Las protestas de Bakú de 2019 fueron una serie de manifestaciones no violentas realizadas los días 8, 19 y 20 de octubre en Bakú, capital de Azerbaiyán. Las protestas del 8 y 19 de octubre fueron organizadas por el Consejo Nacional de Fuerzas Democráticas (CNFD), una alianza de partidos de oposición, pidiendo la liberación de los presos políticos y elecciones libres y justas. También estaban en contra del creciente desempleo y desigualdad económica. Entre los detenidos del segundo día de protesta se encontraba el líder del Partido del Frente Popular de Azerbaiyán, Ali Karimli. El 20 de octubre, varias decenas de mujeres realizaron una protesta contra la Violencia doméstica.

## Antecedentes
Aunque la Constitución de Azerbaiyán permite las reuniones pacíficas previa notificación al organismo gubernamental pertinente, en la práctica el gobierno exige que dichas reuniones tengan un permiso de los municipios locales. Las autoridades rechazaron la solicitud de las mujeres de una manifestación arguementando que el lugar propuesto tenía muchas tiendas y restaurantes y, por lo tanto, no era adecuado. 

## Protestas
El 8 de octubre, el CNFD organizó una protesta en apoyo de la libertad de reunión. Los participantes se reunieron frente a la oficina del alcalde de Bakú, en protesta contra la decisión de los funcionarios de negar el permiso para una manifestación en el Estadio Mahsul en el centro de Bakú. En cambio, a los manifestantes se les ofreció un área en Lokbatan, a unos 20 km de Bakú. Se permitió a unos cincuenta manifestantes protestar en el lugar, mientras que varias decenas más a las que se les impidió unirse a la protesta intentaron romper el cordón policial. Estos fueron dispersados y algunos de ellos detenidos. Los medios de comunicación tampoco pudieron cubrir el evento. Según la policía, diecisiete manifestantes fueron amonestados por violar la "ley de manifestaciones masivas", mientras que cuatro recibieron protocolos administrativos por el mismo motivo. 
Antes de la protesta del 19 de octubre, la policía acordonó varias calles en el centro de Bakú, se suspendió el funcionamiento de tres estaciones de metro (28 de mayo, Jafar Jabbarly y Shah Ismail Khatai) y se restringió el acceso a Internet.  El Departamento de Policía declaró "ilegal" la protesta del 19 de octubre. Se desplegaron cientos de miembros de la Unidad de Policía Rápida. Ese día, Ali Karimli fue arrestado y detenido por la policía poco después unirse a la protesta en el centro de Bakú. Fue puesto en libertad esa noche. Según la policía, se detuvo a sesenta manifestantes, de los cuales cuarenta y dos fueron liberados con una "advertencia". 
El 20 de octubre, las mujeres que protestaban se reunieron cerca de una estatua de Khurshidbanu Natavan en la calle Nizami de Bakú y se encontraron con la policía, que les exigió abandonar el lugar. Los manifestantes llevaban escrito en sus ropas lo mismo que en los carteles ante el temor de que la policía los destruyera. Varios manifestantes llevaban consignas en conmemoración de Elina Hajiyeva, una adolescente que a principios de ese año se suicidó en Bakú debido al acoso escolar.

## Reacciones
En declaración del 19 de octubre, la Unión Europea pidió "a las autoridades la libertad de los manifestantes pacíficos que permanecen detenidos", señalando que "la libertad de reunión es un derecho humano fundamental y esperamos que Azerbaiyán garantise se pueda ejercer plenamente, de conformidad con las obligaciones internacionales del país". Katy Piri, miembro del Parlamento Europeo,  declaró que "la violencia estuvo acompañada de una campaña estatal de desprestigio contra la oposición y los activistas de la sociedad civil, incluido un ataque sin precedentes contra los diplomáticos de la UE en el desempeño de sus funciones profesionales". Otro miembro del Parlamento Europeo, Tonino Picula, instó a Federica Mogherini y a la Comisión Europea "suspender las negociaciones sobre el nuevo acuerdo entre la UE y Azerbaiyán hasta que el gobierno se comprometa plenamente con el respeto de los derechos fundamentales". 
La embajada de Estados Unidos en Bakú pidió al gobierno que "investigue de manera creíble los informes de violencia policial, responsabilice a quienes lo cometieron y libere sin demora a los que permanecen detenidos". La embajada también señaló que "la libertad de reunión y  expresión son derechos humanos universales garantizados en la Constitución de Azerbaiyán". 
El ex embajador de Azerbaiyán en Benelux, Arif Mammadov, criticó enérgicamente a las autoridades por la violenta represión de la protesta del 19 de octubre.
Human Rights Watch criticó a las autoridades azerbaiyanas por negarse a permitir la reunión pacífica de la oposición.